# باشگاه فوتبال برنتفورد
باشگاه فوتبال برنتفورد (به انگلیسی: .Brentford F.C) یک باشگاه فوتبال در لیگ برتر انگلستان است که در برنتفورد در غرب لندن قرار دارد. این باشگاه در سال ۱۸۸۹ تأسیس شد‌ که با ۹ بار حضور در پلی آف لیگ برتر انگلستان، از این حیث رکورد دار است.
باشگاه فوتبال برنتفورد در اکتبر ۱۸۸۹ در منطقهٔ برنتفورد، لندن تأسیس شد. این باشگاه در ابتدا به‌صورت آماتور فعالیت می‌کرد تا آن‌که در سال ۱۸۹۶ به لیگ لندن پیوست. در نخستین سال‌های حضور خود، عنوان نایب‌قهرمانی در دسته دوم و سپس دسته اول این لیگ را به‌دست آورد و در سال ۱۸۹۸ به لیگ جنوبی فوتبال انگلستان راه یافت. برنتفورد در فصل ۰۱–۱۹۰۰ قهرمان دسته دوم لیگ جنوبی شد و در سال ۱۹۲۰ با گسترش لیگ فوتبال انگلستان، به عضویت این رقابت‌ها درآمد.
در دههٔ ۱۹۳۰، برنتفورد یکی از موفق‌ترین دوره‌های خود را تجربه کرد. آن‌ها ابتدا در فصل ۳۳–۱۹۳۲ قهرمان لیگ دسته سوم جنوبی فوتبال انگلستان شدند و سپس در فصل ۳۵–۱۹۳۴ عنوان قهرمانی لیگ دسته دوم فوتبال انگلستان را به‌دست آوردند. این موفقیت‌ها باعث شد تا برنتفورد برای نخستین‌بار به دسته اول فوتبال انگلستان صعود کند. بهترین عملکرد این باشگاه در سطح اول فوتبال کشور، کسب رتبهٔ پنجم در فصل ۳۶–۱۹۳۵ بود که همچنان بهترین جایگاه تاریخ باشگاه محسوب می‌شود.
پس از جنگ جهانی دوم، برنتفورد روند نزولی را آغاز کرد و در نهایت با سه سقوط پیاپی تا سال ۱۹۶۲ به لیگ دسته چهارم فوتبال انگلستان رسید. آن‌ها در فصل ۶۳–۱۹۶۲ قهرمان این لیگ شدند، اما در ادامه بار دیگر دچار نوسان شدند و در سال ۱۹۶۶ سقوط کردند. پس از صعود در فصل ۷۲–۱۹۷۱، تنها دو سال بعد مجدداً به دسته پایین‌تر بازگشتند. برنتفورد پس از صعود در فصل ۷۸–۱۹۷۷، چهارده فصل متوالی را در لیگ دسته سوم گذراند و در فصل ۹۲–۱۹۹۱ به قهرمانی این لیگ دست یافت، ولی در سال ۱۹۹۳ مجدداً سقوط کرد.
در سال ۱۹۹۸، برنتفورد به دسته چهارم سقوط کرد اما بلافاصله با قهرمانی در فصل ۹۹–۱۹۹۸، به دسته بالاتر بازگشت. در سال ۲۰۰۷، برنتفورد مجدداً سقوط کرد، اما در فصل ۰۹–۲۰۰۸ با قهرمانی در لیگ دو فوتبال انگلستان بازگشت موفقی داشت. آن‌ها در فصل ۱۴–۲۰۱۳ با کسب جایگاه دوم در لیگ یک فوتبال انگلستان، به چمپیونشیپ صعود کردند.
این تیم دو بار در مرحلهٔ پلی‌آف چمپیونشیپ ناکام ماند (۲۰۱۵ و ۲۰۲۰) و سابقهٔ شکست در چندین فینال دیگر را نیز دارد؛ از جمله سه باخت در فینال جام اعضای وابسته در سال‌های ۱۹۸۵، ۲۰۰۱ و ۲۰۱۱ و چهار شکست در فینال‌های پلی‌آف (۱۹۹۷، ۲۰۰۲، ۲۰۱۳، و ۲۰۲۰). با این حال، در فصل ۲۱–۲۰۲۰، با پیروزی در فینال پلی‌آف چمپیونشیپ موفق شد پس از بیش از ۷۰ سال، برای نخستین‌بار از فصل ۴۷–۱۹۴۶ به لیگ برتر فوتبال انگلستان صعود کند.

## تاریخچه

عملکرد لیگ برنتفورد از فصل ۱۹۲۰–۲۱ در لیگ فوتبال انگلستان تاکنون

### ۱۸۸۹–۱۹۲۰: تأسیس و سال‌های آغازین
در سال ۱۸۸۹، شهر برنتفورد در میدلسکس میزبان باشگاه قایقرانی برنتفورد و باشگاه کریکت پارک بوستون بود. تلاش‌هایی برای تأسیس باشگاه فوتبال یا راگبی در شهر صورت گرفته بود که همگی بی‌نتیجه ماندند، تا این‌که در ۱۷ اکتبر ۱۸۸۹، یک زمین تفریحی جدید در برنتفورد افتتاح شد. هفت روز پیش از آن، جلسه‌ای در میخانه «آکسفورد و کمبریج» در نزدیکی پل کیو برگزار شده بود تا اعضای باشگاه‌های قایقرانی و کریکت تصمیم بگیرند چگونه از زمین جدید استفاده شود. در ۱۶ اکتبر ۱۸۸۹، اعضای باشگاه قایقرانی مجدداً در همان میخانه گرد هم آمدند و رأی داده شد که باشگاه جدید به فوتبال اختصاص یابد و «باشگاه فوتبال برنتفورد» نام بگیرد.
در ۲۶ اکتبر ۱۸۸۹، نخستین بازی تمرینی تیم برگزار شد و در ۲۳ نوامبر، اولین بازی رسمی برنتفورد برابر تیم کیو انجام شد که با تساوی ۱–۱ پایان یافت. در فصل ۹۳–۱۸۹۲، برنتفورد برای نخستین بار وارد یک لیگ شد: اتحاد فوتبال غرب لندن. در فصل ۹۵–۱۸۹۴ بود که لقب «زنبورها» برای نخستین بار به باشگاه نسبت داده شد. گروهی از دانشجویان کالج بورورو رود برای تشویق دوستشان جوزف گتینز که آن زمان برای برنتفورد بازی می‌کرد، به ورزشگاه آمدند. آنان شعار مدرسهٔ خود «Buck up Bs!» را فریاد زدند، اما رسانه‌ها آن را اشتباه شنیدند و به صورت «Buck up Bees!» گزارش کردند؛ لقبی که از آن زمان به تیم چسبید.
تا سال ۱۸۹۶، برنتفورد بیشتر در مسابقات دوستانه و جام‌ها حضور داشت، تا این‌که در آن سال به دسته دوم لیگ فوتبال لندن راه یافت. زنبورها در پایان فصل دوم شدند و به دسته اول صعود کردند. موفقیت‌های باشگاه در لیگ لندن و تثبیت جایگاه آن به عنوان یکی از برترین باشگاه‌های آماتور لندن، باعث شد تا برنتفورد در فصل ۹۹–۱۸۹۸ به دسته دوم (بخش لندن) لیگ جنوبی فوتبال راه یابد. باشگاه در فصل ۱۹۰۰–۱۸۹۹ حرفه‌ای شد و پس از کناره‌گیری باشگاه گریوزند یونایتد در ژوئیهٔ ۱۹۰۱، به دسته اول لیگ جنوبی صعود کرد.
برنتفورد در آستانهٔ فصل ۰۵–۱۹۰۴ به ورزشگاه گریفین پارک نقل مکان کرد که نخستین خانه دائمی باشگاه به شمار می‌رفت. زنبورها در فصل ۰۶–۱۹۰۵ برای نخستین بار به دور اصلی جام حذفی راه یافتند و تا دور سوم پیش رفتند، جایی که در آنفیلد مغلوب لیورپول شدند. با وجود شروع خوب در فصل ۱۳–۱۹۱۲، ۹ شکست در ۱۱ بازی پایانی منجر به سقوط تیم شد و به ۱۱ فصل حضور پیاپی در دسته اول پایان داد. در ژوئیه ۱۹۱۵، رقابت‌های لیگ جنوبی به دلیل وقوع جنگ جهانی اول متوقف شد. برنتفورد در این دوران در رقابت‌های ترکیب لندن شرکت کرد. با اعزام بازیکنان به جبهه یا مشاغل مرتبط با جنگ، ترکیب تیم به‌شدت تضعیف شد. در فصل ۱۹–۱۹۱۸، برنتفورد موفق شد قهرمان ترکیب لندن شود و چهار امتیاز بیشتر از نزدیک‌ترین تعقیب‌کننده‌اش، آرسنال کسب کرد. برنتفورد فرصت درخواست عضویت در لیگ فوتبال برای فصل ۱۹۱۹ را رد کرد و به جای آن درخواست ورود به دسته اول لیگ جنوبی را داد که پذیرفته شد و با رتبهٔ پانزدهم به پایان رسید.

### ۱۹۲۰–۱۹۵۴: تثبیت در لیگ فوتبال و سال‌های طلایی
در مه ۱۹۲۰، برنتفورد به همراه ۲۰ باشگاه دیگر از دسته اول لیگ جنوبی، به عنوان اعضای بنیان‌گذار به لیگ دسته سوم فوتبال انگلستان برای فصل ۲۱–۱۹۲۰ پیوست. ۱۱ بازیکن جدید جذب شدند و نخستین مسابقهٔ برنتفورد در لیگ فوتبال در ۲۸ اوت ۱۹۲۰ برابر اگستر سیتی در ورزشگاه سنت جیمز پارک برگزار شد، که با شکست ۳–۰ همراه بود. با وجود زدن ۱۸ گل توسط هری کینگ، ضعف گل‌زنی دیگر بازیکنان باعث شد برنتفورد فصل را در ردهٔ بیست‌و‌یکم به پایان برساند، اما باشگاه بدون نیاز به رأی‌گیری، بار دیگر به لیگ بازگردانده شد.

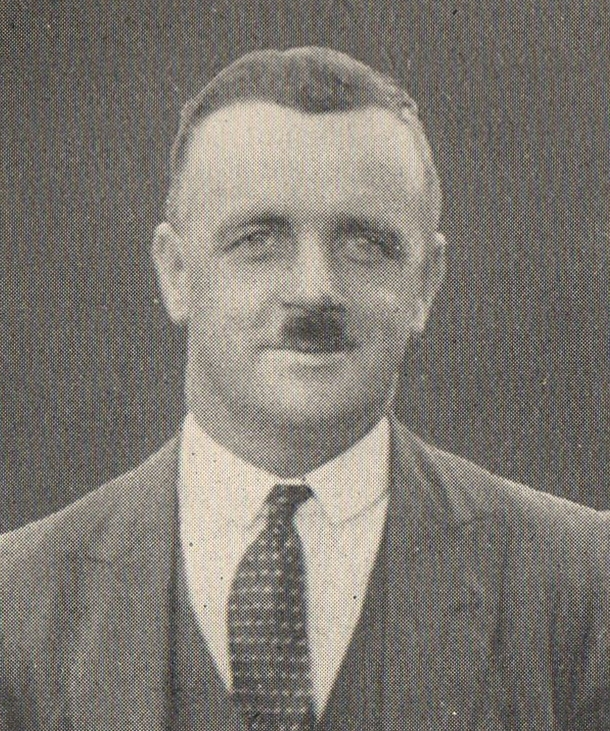
هری کرتیس، ملقب به «فرماندار»، موفق‌ترین و باسابقه‌ترین سرمربی تاریخ برنتفورد

در تابستان ۱۹۲۶، همه‌چیز در گریفین پارک دگرگون شد و هری کرتیس، سرمربی پیشین جیلینگهام، سکان هدایت برنتفورد را به‌دست گرفت. در حالی‌ که تنها ۹ نفر از ترکیب فصل گذشته در تیم باقی ماندند و طی سه فصل بعد تیم در میانهٔ جدول قرار گرفت، کرتیس به تدریج تیم را بازسازی کرد. فصل ۳۰–۱۹۲۹ در لیگ دسته سوم جنوبی پایه‌گذار موفقیت‌های آینده تیم شد، هرچند برنتفورد در نهایت با شمست مقابل پلیموث آرگیل از صعود بازماند. زنبورها با قهرمانی در فصل ۳۳–۱۹۳۲ در دسته سوم جنوبی، با ۳۹ گل جک هالیدی که یک رکورد در باشگاه بود، جشن صعود گرفتند.
در فصل ۳۵–۱۹۳۴، برنتفورد از ۲ مارس صدرنشین جدول شد و این جایگاه را تا پایان فصل حفظ کرد و با اقتدار به دسته اول فوتبال انگلستان صعود کرد؛ این نخستین صعود باشگاه به سطح اول فوتبال کشور بود. برنتفورد همچنین با قهرمانی در جام چلنج لندن موفق به کسب یک دبل خاص شد. در نخستین فصل از سه فصل حضور در سطح اول، هری کرتیس سرمربی برنتفورد تصمیم گرفت ترکیب تیم را برای فصل ۳۶–۱۹۳۵ در دسته اول حفظ کند. با گسترش سکوهای سمت «نیو رود»، ظرفیت ورزشگاه گریفین پارک به ۴۰۰۰ نفر افزایش یافت که درآمد بیشتری برای باشگاه به همراه داشت. پس از ۱۵ مسابقه، سقوط برنتفورد به نظر قطعی می‌رسید، اما تیم با بازگشتی چشمگیر، در ۲۳ بازی پایانی تنها دو شکست داشت و فصل را با بهترین رتبهٔ تاریخ باشگاه، یعنی پنجم به پایان رساند. برنتفورد در فصل‌های ۳۷–۱۹۳۶ و ۳۸–۱۹۳۷ نیز فراتر از انتظارات ظاهر شد و در هر دو فصل در رتبهٔ ششم ایستاد و در فصل دوم برای نخستین‌بار به مرحلهٔ یک‌چهارم نهایی جام حذفی رسید. اوج دوران باشگاه بین اکتبر ۱۹۳۷ تا فوریه ۱۹۳۸ رقم خورد، جایی که برنتفورد به مدت ۱۷ هفتهٔ متوالی صدرنشین دسته اول بود.
فصل ۳۹–۱۹۳۸ آغاز پایان دوران طلایی برنتفورد بود و این باشگاه به سختی از سقوط گریخت. فصل ۴۰–۱۹۳۹ تنها سه بازی به طول انجامید، چرا که آغاز جنگ جهانی دوم باعث تعلیق فوتبال رسمی شد. برنتفورد در دوران جنگ در رقابت‌های لیگ جنوبی فوتبال لیگ و لیگ جنگی لندن شرکت کرد. هرچند هستهٔ اصلی تیم پیش از جنگ در اکثر مسابقات حضور داشتند اما در این زمان ترکیب تیم عمدتاً با بازیکنان مهمان و آماتور پر شده بود. در ۳۰ مه ۱۹۴۲، زنبورها در ورزشگاه ومبلی با پیروزی ۲–۰ برابر پورتسموث قهرمان جام جنگی لندن شدند.
ترکیب برنتفورد در فصل ۴۷–۱۹۴۶، نخستین فصل رسمی پس از جنگ جهانی دوم، همچنان متکی به بازیکنان مسن پیش از جنگ بود و این اتفاق منجر به سقوط تیم به دسته دوم شد. پس از اینکه برنتفورد در فصل ۴۸–۱۹۴۷ از دومین سقوط متوالی به دستهٔ پایین‌تر گریخت، هری کرتیس اعلام کرد که فصل ۴۹–۱۹۴۸، آخرین فصل مربیگری او پس از ۲۳ سال خواهد بود. آن فصل با رتبهٔ ناامیدکنندهٔ هجدهم برای زنبورها به پایان رسید، اما برگزاری مرحلهٔ یک‌چهارم نهایی جام حذفی برابر لسترسیتی با ۳۸٬۶۷۸ تماشاگر منجر به ثبت رکوردی جدید در تعداد تماشاگر برای برنتفورد شد. در فصل ۵۴–۱۹۵۳، با شکست ۳–۱ برابر لسترسیتی در گریفین پارک، سقوط برنتفورد به دسته سوم جنوبی در آخرین روز فصل قطعی شد.

### ۱۹۵۴–۱۹۹۱: افول و مشکلات مالی
سقوط به دسته سوم جنوبی در پایان فصل ۵۴–۱۹۵۳، نخستین حضور برنتفورد در پایین‌ترین سطح لیگ طی ۲۱ سال بود. پس از سه فصل پیاپی حضور در جمع شش تیم برتر، اوضاع برای برنتفورد در فصل ۱۹۶۱–۱۹۶۰ بحرانی شد؛ عملکرد ضعیف در زمین با اخبار نگران‌کننده‌ای از اتاق هیئت‌مدیره همراه بود که نشان می‌داد باشگاه با بدهی ۵۰٬۰۰۰ پوندی مواجه است (معادل ۱٬۱۸۴٬۱۰۰ پوند در ۲۰۲۵).
پس از فروش چند بازیکن کلیدی، زنبورها در فصل ۶۲–۱۹۶۱ در ردهٔ ماقبل آخر دسته سوم قرار گرفتند و به دسته چهارم سقوط کردند. این آغاز سال‌های پرفراز و نشیب باشگاه بین دسته‌های سوم و چهارم بود.  
با وجود اینکه تیم در ۱۴ بازی پایانی فصل فقط ۷ پیروزی کسب کرد، در پایان فصل ۶۳–۱۹۶۲ قهرمان دسته چهارم شد.
با این حال، در فصل ۶۶–۱۹۶۵، سرمربی وقت بیلی گری نتوانست مانع سقوط دوباره به دسته چهارم شود.
در دسامبر ۱۹۶۶، دانت، رئیس باشگاه، در مجمع عمومی سالانه اعلام کرد که باشگاه در سال مالی گذشته ۲۰٬۰۰۰ پوند ضرر کرده و قصد دارد سهام خود را واگذار کند.
در همان ماه، کویینز پارک رنجرز، باشگاه رقیب، پیشنهاد استفاده مشترک از زمین گریفین پارک را داد.
در ۱۹ ژانویه ۱۹۶۷، رسانه‌ها گزارش دادند که دانت با جیم گرگوری، همتای خود در کیوپی‌آر، به توافق رسیده‌ که تیم رقیب به گریفین پارک نقل مکان کند، ورزشگاه لافتوس رود تخریب و به منطقهٔ مسکونی تبدیل شود و باشگاه برنتفورد منحل گردد.
پس از یک ماه پرتنش و اعتراضات هواداران، مذاکرات و جمع‌آوری کمک‌های مالی به مبلغ ۸٬۵۰۰ پوند (معادل ۱۶۴٬۱۰۰ پوند در ۲۰۲۵)، در ۲۳ فوریه ۱۹۶۷، گروهی شش‌نفره به رهبری ران بلایندل، رئیس پیشین باشگاه پلیموث، سهام دانت را خریداری کردند و با تضمین وامی به مبلغ ۱۰۴٬۰۰۰ پوند برای مدت یک‌سال، کنترل باشگاه را در دست گرفتند.
روز بعد، بلایندل به عنوان رئیس هیئت‌مدیره کنترل باشگاه را به‌دست گرفت.  
در ادامه مشخص شد که جیم گرگوری، رئیس کیوپی‌آر، دوباره برای خرید گریفین پارک ابراز علاقه کرده و مبلغ ۲۵۰٬۰۰۰ پوند برای استفاده از این ورزشگاه پیشنهاد داده است. این مبلغ می‌توانست بدهی ۱۳۵٬۰۰۰ پوندی باشگاه را فوراً تسویه کند، مشروط بر اینکه باشگاه به هیلینگدون منتقل شود.
نام «برنتفورد بورو اف‌سی» نیز برای باشگاه جدید مستقر در هیلینگدون انتخاب شده بود. اما باز هم در آخرین لحظه، باشگاه نجات یافت؛ این بار با اعطای وام بدون بهره ۶۹٬۰۰۰ پوندی از سوی یکی از مدیران سابق، والتر ویتلی که قرار بود طی یک سال بازپرداخت شود، برنتفورد دو هفته مانده به پایان فصل موفق شد به دسته سوم بازگردد. با این حال، زنبورها در روز پایانی فصل ۷۳–۱۹۷۲ دوباره به دسته پایین‌تر سقوط کردند. پس از دوره‌ای آرام، بیل داجین جونیور در فصل ۷۸–۱۹۷۷ برنتفورد را به رتبه چهارم رساند و باعث صعود دوباره تیم به دسته سوم شد.
در فصل ۸۵–۱۹۸۴، برنتفورد برای نخستین‌بار به فینال یک جام رسمی راه یافت، اما در ورزشگاه ومبلی با نتیجه ۳–۱ مقابل ویگان اتلتیک در فینال جام اتحادیه فوتبال ۱۹۸۵ شکست خورد. در فصل ۸۹–۱۹۸۸، برنتفورد به مرحله یک‌چهارم نهایی جام حذفی انگلیس رسید، اما در ورزشگاه آنفیلد با نتیجه ۴–۰ مقابل لیورپول شکست خورد از رقابت‌ها کنار رفت.

### ۱۹۹۱ تا ۲۰۱۴
در فصل ۹۲–۱۹۹۱، برنتفورد با شش پیروزی پیاپی در پایان فصل موفق شد قهرمان دسته سوم شود و برای نخستین‌بار از فصل ۵۴–۱۹۵۳ به دسته دوم صعود کند. اما این تیم بلافاصله به دسته پایین‌تر بازگشت.
در فصل ۹۷–۱۹۹۶، برنتفورد با شکست برابر کرو الکساندرا در فینال پلی‌آف لیگ دسته دوم ۱۹۹۷ از صعود بازماند. در فصل بعد، یعنی فصل ۹۸–۱۹۹۷، این تیم در روز پایانی فصل به دسته سوم سقوط کرد.
در ژوئن ۱۹۹۸، ران نودز، رئیس پیشین کریستال پالاس، مالکیت برنتفورد را برعهده گرفت و تغییرات گسترده‌ای در باشگاه ایجاد کرد و حتی خودش به عنوان مدیرعامل-سرمربی منصوب شد. برنتفورد در فصل فصل ۹۹–۱۹۹۸ در بازی نهایی مقابل کمبریج یونایتد با نتیجه ۱–۰ پیروز شد و قهرمان لیگ دسته سوم شد.
این تیم در فینال جام اتحادیه فوتبال ۲۰۰۱ نیز حضور داشت، اما با نتیجه ۲–۱ مقابل پورت ویل شکست خورد. در پایان فصل فصل ۰۲–۲۰۰۱، برنتفورد در روز آخر از صعود مستقیم به ردینگ بازماند؛ تیم در بازی سرنوشت‌ساز به تساوی بسنده کرد و سپس در فینال پلی‌آف لیگ دسته دوم ۲۰۰۲ با نتیجه ۲–۰ مغلوب استوک سیتی شد.
در پی فروپاشی آی‌تی‌وی دیجیتال، محدودیت‌های مالی ایجادشده توسط ران نودز، سرمربی وقت، والی داونز را با تیمی جوان و کم‌تجربه تنها گذاشت و باشگاه به‌سختی از خطر ورود به اداره‌ی امور مالی در مرداد اوت ۲۰۰۲ گریخت.
ران نودز از باشگاه کناره‌گیری کرد و کنترل آن را به اتحادیه هواداران «Bees United» واگذار کرد. در پایان فصل ۰۴–۲۰۰۳، برنتفورد با سختی در لیگ باقی ماند.
در فصل‌های ۰۵–۲۰۰۴ و ۰۶–۲۰۰۵، این تیم به دور پنجم جام حذفی و نیمه‌نهایی پلی‌آف صعود کرد.
در سال ۲۰۰۶، متیو بنهام نخستین ارتباط خود را با برنتفورد آغاز کرد و مبلغ ۵۰۰ هزار پوند به‌صورت ناشناس و با لقب «سرمایه‌گذار مرموز» به باشگاه اهدا کرد.
با وجود شروع خوب در فصل ۰۷–۲۰۰۶، سقوط به لیگ پایین‌تر در ۹ آوریل ۲۰۰۷ قطعی شد و تیم در قعر جدول قرار گرفت. با این حال، وضعیت مالی باشگاه با پرداخت نزدیک به ۳ میلیون پوند از سوی متیو بنهام برای بازپرداخت بخشی از بدهی‌ها در ژانویه همان سال بهبود یافت.
در ژوئیه ۲۰۰۹، توافقی با عنوان رمز «Gecko» بین بنهام و Bees United امضا شد که بر اساس آن، بنهام متعهد شد به مدت پنج سال، سالانه یک میلیون پوند به باشگاه پرداخت کند. در مقابل، سهم وی به ۳۵٪ افزایش یافت و اختیار تملک کامل باشگاه تا سال ۲۰۱۴ به او داده شد.
زیر نظر اندی اسکات، برنتفورد با پیروزی در بازی ماقبل آخر فصل ۱۰–۲۰۰۹ قهرمان لیگ دو شد و به دسته بالاتر صعود کرد.
فصل ۲۰۱۱–۲۰۱۰ به دلیل درخشش تیم در رقابت‌های مختلف به یادماندنی شد. این تیم تا دور چهارم جام اتحادیه صعود کرد و به فینال جام اتحادیه فوتبال انگلستان ۲۰۱۱ نیز رسید، جایی که با نتیجه ۱–۰ مغلوب کارلایل یونایتد شد.
در ژوئن ۲۰۱۲، متیو بنهام باشگاه را به‌طور کامل از Bees United خریداری کرد، هرچند این اتحادیه همچنان یک کرسی در هیئت‌مدیره باشگاه دارد.
برنتفورد در آخرین روز فصل تنها یک ضربه پنالتی با صعود مستقیم به چمپیونشیپ فاصله داشت، اما در برابر رقیب مستقیم صعود، دانکستر راورز، با نتیجه ۱–۰ شکست خورد؛ دانکستر تنها به یک تساوی برای صعود نیاز داشت.
برنتفورد در نهایت در فینال پلی‌آف لیگ یک فوتبال انگلستان ۲۰۱۳ با نتیجه ۲–۱ مغلوب یئوویل تاون شد.
با وجود شروع ضعیف در فصل بعد، مارک واربرتون تیم را به صعود مستقیم به چمپیونشیپ در سال ۲۰۱۴ رساند.

### ۲۰۱۴ تا کنون: صعود به لیگ برتر

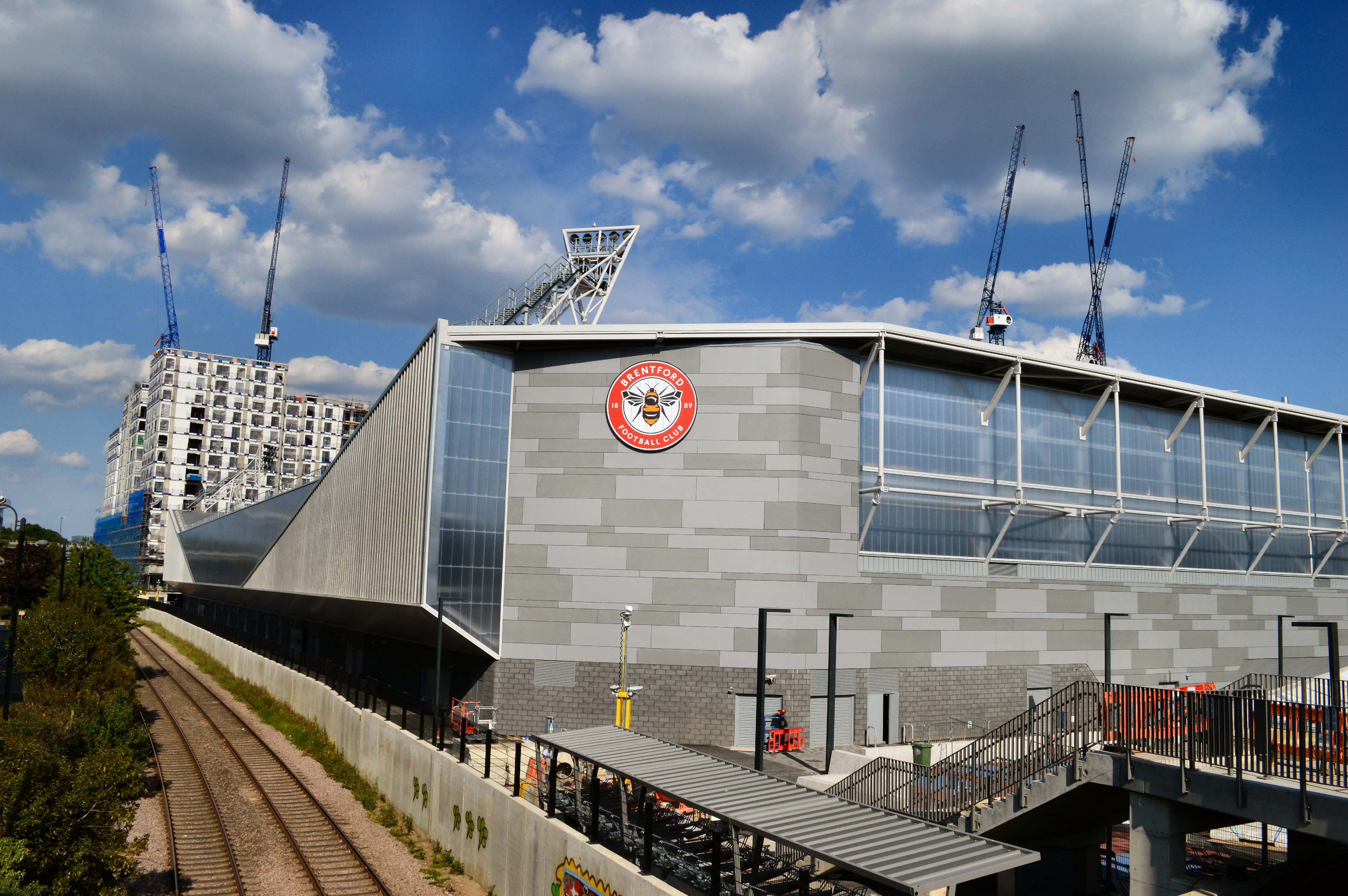
باشگاه در اوت ۲۰۲۰ از گریفین پارک به ورزشگاه جامعهٔ برنتفورد نقل مکان کرد.

با هدایت دین اسمیت، باشگاه به یکی از تیم‌های تثبیت‌شده در چمپیونشیپ تبدیل شد. 
پس از او، توماس فرانک هدایت تیم را برعهده گرفت و برنتفورد را به فینال پلی‌آف چمپیونشیپ ۲۰۲۰ رساند. آن‌ها با نتیجه ۲–۱ در وقت اضافه مقابل رقیب همشهری، فولام شکست خوردند.
در تابستان ۲۰۲۰، باشگاه پس از ۱۱۶ سال، از ورزشگاه گریفین پارک خارج شد و به ورزشگاه جامعه برنتفورد با ظرفیت ۱۷٬۲۵۰ نفر نقل مکان کرد.
برنتفورد در فصل ۲۱–۲۰۲۰ نیز همانند فصل قبل، در جایگاه سوم جدول ایستاد. اما این بار در پلی‌آف لیگ فوتبال انگلستان ۲۰۲۱ موفق عمل کرد و با پیروزی ۲–۰ برابر سوانزی سیتی در فینال پلی‌آف چمپیونشیپ ۲۰۲۱، به لیگ برتر انگلیس صعود کرد.
برنتفورد پس از ۷۴ سال، برای نخستین بار به سطح اول فوتبال انگلستان بازگشت.
برنتفورد در سه فصل نخست حضور در لیگ برتر، به ترتیب در رده‌های سیزدهم، نهم و شانزدهم قرار گرفت.

## ورزشگاه‌های فعلی و پیشین
- کلیفدن رود (۱۸۸۹–۱۸۹۱)[۳۸]
- زمین بن (۱۸۹۱–۱۸۹۵)[۳۸]
- زمین شاتر (۱۸۹۵–۱۸۹۸)[۳۸]
- کراس رودز (۱۸۹۸–۱۹۰۰)[۳۸]
- یورک رود (۱۹۰۰–۱۹۰۴)[۳۸]
- گریفین پارک (۱۹۰۴–۲۰۲۰)[۳۹]
- ورزشگاه جی‌تک کامیونیتی (۲۰۲۰–تاکنون)[۴۰]

## بازیکنان
به‌روزرسانی‌شده در ۳۱ ژانویهٔ ۲۰۲۵
| شماره | بازیکن            | ملیت                  | پست       | توضیحات       |
| ----- | ----------------- | --------------------- | --------- | ------------- |
| ۱     | كائويمين كلهر     | جمهوری ایرلند         | دروازه‌بان |               |
| ۲     | آرون هیکی         | اسکاتلند              | مدافع     |               |
| ۳     | ریکو هنری         | انگلستان              | مدافع     |               |
| ۴     | سپ فن دن برگ      | هلند                  | مدافع     |               |
| ۵     | ایتن پیناک        | جامائیکا              | مدافع     |               |
| ۶     | جوردن هندرسون     | انگلستان              | هافبک     |               |
| ۷     | کوین شاده         | آلمان                 | مهاجم     |               |
| ۸     | ماتیاس ینسن       | دانمارک               | هافبک     |               |
| ۹     | ایگور تیاگو       | برزیل                 | مهاجم     |               |
| ۱۱    | یوآن ویسا         | جمهوری دموکراتیک کنگو | مهاجم     |               |
| ۱۲    | هاکون والدی‌مارسون | ایسلند                | دروازه‌بان |               |
| ۱۴    | فابیو کاروالیو    | پرتغال                | هافبک     |               |
| ۱۵    | فرانک اونیکا      | نیجریه                | هافبک     |               |
| ۱۷    | آنتونی میلامبو    | هلند                  | هافبک     |               |
| ۱۸    | یگور یارمولیوک    | اوکراین               | هافبک     |               |
| ۲۰    | کریستوفر آیر      | نروژ                  | مدافع     |               |
| ۲۱    | جیدون مگوما       | انگلستان              | مدافع     |               |
| ۲۲    | نیتن کالینز       | جمهوری ایرلند         | مدافع     |               |
| ۲۳    | کین لویس-پاتر     | انگلستان              | هافبک     |               |
| ۲۴    | میکل دامسگارد     | دانمارک               | هافبک     |               |
| ۲۵    | مایلز پیرت-هریس   | انگلستان              | هافبک     |               |
| ۲۶    | یونس امره کوناک   | ترکیه                 | هافبک     |               |
| ۲۷    | ویتالی جانلت      | آلمان                 | هافبک     | معاون کاپیتان |
| ۲۸    | رایان ترویت       | انگلستان              | هافبک     |               |
| ۳۲    | پاریس ماقوما      | انگلستان              | هافبک     |               |
| ۳۳    | مایکل کایوده      | ایتالیا               | مدافع     |               |
| ۳۹    | گوستاوو نونس      | برزیل                 | مهاجم     |               |

### تیم ب
الگو:به‌روز‌رسانی
| نام بازیکن     | ملیت         | پُست       |
| -------------- | ------------ | --------- |
| ایوان مورگان   | الگو:WALf    | مهاجم     |
| جولیان آی‌استون | ایالات متحده | دروازه‌بان |
| بنجامین آرتور  | انگلستان     | مدافع     |
| بنجامین فردریک | نیجریه       | مدافع     |
| رجی رز         | انگلستان     | دروازه‌بان |
| مارلی تاوازیوا | انگلستان     | دروازه‌بان |
| کیلن اوونل     | انگلستان     | مدافع     |
| مکس دیکوف      | انگلستان     | مدافع     |
| آندره گری      | انگلستان     | مدافع     |
| چنس هدمَن       | انگلستان     | مدافع     |
| کانور مک‌مانوس  | الگو:IRLf    | مدافع     |
| کرون ساموئلز   | انگلستان     | مدافع     |
| جاشوا استیفنسن | انگلستان     | مدافع     |
| وونته ویلیامز  | انگلستان     | مدافع     |
| یاو آجیِی       | انگلستان     | هافبک     |
| بو بوث         | انگلستان     | هافبک     |
| ایتن بریرلی    | انگلستان     | هافبک     |
| آیزاک هالند    | انگلستان     | هافبک     |
| بن کراوهاوس    | انگلستان     | هافبک     |
| رایلی اوون     | انگلستان     | هافبک     |
| اولی شیلد      | انگلستان     | هافبک     |
| مکس ویلکاکس    | انگلستان     | هافبک     |
| ایتن لیدلا     | اسکاتلند     | مهاجم     |
| کیریس لیسبی    | انگلستان     | مهاجم     |

## کادر فنی
الگو:به‌روز‌رسانی

### تیم اول
| نام                 | ملیت          | سمت                 |
| ------------------- | ------------- | ------------------- |
| کیث اندروز          | جمهوری ایرلند | سرمربی              |
| کوین اوکانر         | جمهوری ایرلند | دستیار سرمربی       |
| نیل مک فارلین       | اسکاتلند      | دستیار مربی         |
| مهمت علی            | ترکیه         | دستیار مربی         |
| مارتین دروری        | انگلستان      | دستیار مربی         |
| مانو سوتلو          | اسپانیا       | مربی دروازه‌بان‌ها    |
| بن رایان            | انگلستان      | مربی عملکرد         |
| جاش کرک             | انگلستان      | مدیر واحد آنالیز    |
| لوک استاپ‌فورث       | انگلستان      | فناوری و داده       |
| باب اوتنگ           | انگلستان      | مدیر تدارکات        |
| دکتر استیون تامپسون | انگلستان      | مدیر تیم پزشکی      |
| نیک استابینگز       | انگلستان      | فیزیوتراپیست ارشد   |
| ریس وستون           | ولز           | رئیس عملیات فوتبالی |

### تیم بی برنتفورد
| نام              | ملیت     | سمت                |
| ---------------- | -------- | ------------------ |
| سم ساندرز        | انگلستان | سرمربی             |
| یانی ویاندر      | فنلاند   | مربی دروازه‌بان‌ها   |
| کامرون تاکر-وایت |          | مربی آمادگی جسمانی |
| الکس دیویس       |          | مربی عملکرد        |
| هیدی آگرس        | انگلستان | تحلیل‌گر            |
| جردن مارلی       | انگلستان | مدیر تدارکات       |

## مدیریت
الگو:به‌روز‌رسانی
| نام           | سمت                                |
| ------------- | ---------------------------------- |
| متیو بنهام    | مالک                               |
| کلیف کراون    | رئیس هیئت مدیره                    |
| جان وارنی     | مدیر اجرایی، عضو هیئت مدیره اجرایی |
| لیزا اسکلهورن | باشگاه‌دار                          |
| راجر کروک     | باشگاه‌دار                          |
| فیل گیلز      | مدیر فوتبال، عضو هیئت مدیره اجرایی |
| لی دایک       | مدیر فنی                           |
| نیتی راج      | مشاور حقوقی، عضو هیئت مدیره اجرایی |
| دِجی دیویس     | عضو هیئت مدیره غیر اجرایی          |
| استوارت هچر   | عضو هیئت مدیره غیر اجرایی          |
| پریتی شتی     | عضو هیئت مدیره غیر اجرایی          |
| مارکوس گیل    | باشگاه‌دار                          |
| پیتر گیلهم    | باشگاه‌دار                          |

## لقب
لقب برنتفورد زنبورها (The Bees) است. این لقب به‌طور اتفاقی توسط دانشجویان کالج بوروف‌رود در دهه ۱۸۹۰ میلادی ایجاد شد. زمانی که آنها به تماشای یک مسابقه‌ی برنتفورد رفتند، شعار کالج خود را با عنوان "buck up Bs"(بجنب بی‌اس) در حمایت از دوستشان و بازیکن آن زمان برنتفورد جوزف گتینز فریاد زدند. روزنامه‌های محلی این شعار را به اشتباه به صورت "Buck up Bees" (بجنبید زنبور‌ها) شنیدند و زمینه‌ساز شکل‌گیری این لقب برای باشگاه برنتفورد شدند. 

## رنگ‌ها و نشان باشگاه
رنگ اصلی لباس خانگی برنتفورد شامل پیراهن راه‌راه قرمز و سفید، شورت مشکی و جوراب قرمز یا مشکی است. این ترکیب رنگی از فصل ۲۶–۱۹۲۵ به‌طور عمده مورد استفاده بوده است، به‌جز فصل ۶۱–۱۹۶۰ که رنگ‌های زرد (طلایی) و آبی به کار رفت و موفقیت‌آمیز نبود. رنگ‌های لباس برنتفورد هنگام ورود به لیگ فوتبال در فصل ۲۱–۱۹۲۰ پیراهن سفید، شورت و جوراب سورمه‌ای بود. رنگ لباس‌ دوم در طول سال‌ها تغییر کرده‌ و در حال حاضر آبی آسمانی (پیراهن و جوراب) و سورمه‌ای (شورت) هستند. در این لباس، نشان محبوب "قلعه" از دههٔ ۷۰ و ۸۰ میلادی نیز به چشم می‌خورد.
باشگاه برنتفورد از زمان تأسیس در سال ۱۸۸۹، چندین نشان مختلف روی پیراهن خود داشته‌است. نخستین نشان، سپری سفید با حروف "BFC" به رنگ آبی و یک خط موج‌دار آبی بود که گمان می‌رود نمایانگر رودخانه و باشگاه قایقرانی مؤسس تیم فوتبال باشد. نشان بعدی، نشان شهرستان میدلسکس بود که در سال ۱۹۰۹ بر روی پیراهن‌هایی که توسط یک هوادار اهدا شده بود، دیده شد. نشان شهرداری برنتفورد و چیزیک نیز تنها در فصل ۳۹–۱۹۳۸ استفاده شد. در فصل ۷۲–۱۹۷۱ نشان جدیدی شامل چهار ربع طراحی شد که یکی از آن‌ها کندو و زنبورها، دیگری سه شمشیر سنتی، و دو ربع دیگر نوارهای قرمز و سفید را نشان می‌داد. در سال ۱۹۷۲، مسابقه‌ای برای طراحی نشان جدید برگزار شد که طرح دایره‌ای آقای B.G. Spencer با زنبور، نوارها و تاریخ ۱۸۸۸ برنده شد و از سال ۱۹۷۳ به کار رفت. اما در مه ۱۹۷۵ مشخص شد باشگاه در سال ۱۸۸۹ تأسیس شده و نشان تغییر کرد. نشان بعدی به‌احتمال زیاد توسط دن تانا رئیس وقت باشگاه طراحی شد و از فصل ۷۶–۱۹۷۵ تا ۱۹۹۴ مورد استفاده بود. در سال ۲۰۱۱، راسل گرانت در مصاحبه‌ای با بی‌بی‌سی مدعی شد که نشان را طراحی کرده است؛ اما در واقع این نشان در سال ۱۹۹۳ توسط یک هوادار به نام اندرو هنینگ، طراحی شد و توسط مدیر اجرایی وقت، کیت لورینگ، پذیرفته شد. در سال ۲۰۱۷، نشان جدیدی با طراحی مدرن و ساده‌تر معرفی شد که قابلیت استفاده در نسخه‌های دو رنگ را نیز داشت. این نشان شامل یک دایرهٔ دوبل با نام باشگاه و سال تأسیس با رنگ سفید بر زمینهٔ قرمز و یک زنبور بزرگ در مرکز است.

### تأمین‌کنندگان لباس و حامیان پیراهن
| دوره      | تأمین‌کننده لباس | حامی پیراهن (جلو)                                 | حامی پیراهن (آستین) | حامی پیراهن (پشت)                                                | حامی شورت ورزشی          |
| --------- | --------------- | ------------------------------------------------- | ------------------- | ---------------------------------------------------------------- | ------------------------ |
| ۱۹۷۵–۱۹۷۶ | آمبرو           | ندارد                                             | ندارد               | ندارد                                                            | ندارد                    |
| ۱۹۷۷–۱۹۸۰ | بوکتا           | ندارد                                             | ندارد               | ندارد                                                            | ندارد                    |
| ۱۹۸۰–۱۹۸۱ | آدیداس          | ندارد                                             | ندارد               | ندارد                                                            | ندارد                    |
| ۱۹۸۱–۱۹۸۴ | اوسکا           | دی‌اچ‌ال                                            | ندارد               | ندارد                                                            | ندارد                    |
| ۱۹۸۴–۱۹۸۶ | اوسکا           | کی‌ال‌ام                                            | ندارد               | ندارد                                                            | ندارد                    |
| ۱۹۸۶–۱۹۸۸ | اسپال           | کی‌ال‌ام                                            | ندارد               | ندارد                                                            | ندارد                    |
| ۱۹۸۸–۱۹۹۰ | هوبات           | کی‌ال‌ام                                            | ندارد               | ندارد                                                            | ندارد                    |
| ۱۹۹۰–۱۹۹۲ | چاد             | کی‌ال‌ام                                            | ندارد               | ندارد                                                            | ندارد                    |
| ۱۹۹۲–۱۹۹۵ | هومل            | کی‌ال‌ام                                            | ندارد               | ندارد                                                            | ندارد                    |
| ۱۹۹۵–۱۹۹۶ | کور             | اریکسون                                           | ندارد               | ندارد                                                            | ندارد                    |
| ۱۹۹۶–۱۹۹۸ | کبرا            | اریکسون                                           | ندارد               | ندارد                                                            | ندارد                    |
| ۱۹۹۸–۲۰۰۰ | سوپر لیگ        | جی‌ام‌بی                                            | ندارد               | ندارد                                                            | ندارد                    |
| ۲۰۰۰–۲۰۰۲ | پاتریک          | جی‌ام‌بی                                            | ندارد               | ندارد                                                            | ندارد                    |
| ۲۰۰۲–۲۰۰۳ | تی‌اف‌جی          | جی‌ام‌بی                                            | ندارد               | ندارد                                                            | ندارد                    |
| ۲۰۰۳–۲۰۰۴ | تی‌اف‌جی          | سنت جورج پی‌ال‌سی                                   | ندارد               | ندارد                                                            | ندارد                    |
| ۲۰۰۴–۲۰۰۵ | تی‌اف‌جی          | سنت جورج پی‌ال‌سی                                   | ندارد               | یو‌کی پکیجینگ                                                     | یو‌کی پکیجینگ             |
| ۲۰۰۵–۲۰۰۶ | لانزدیل         | سنت جورج پی‌ال‌سی                                   | ندارد               | یو‌کی پکیجینگ                                                     | یو‌کی پکیجینگ             |
| ۲۰۰۶–۲۰۰۷ | لانزدیل         | سم‌وو گروپ                                         | ندارد               | یو‌کی پکیجینگ                                                     | یو‌کی پکیجینگ             |
| ۲۰۰۷–۲۰۰۸ | پوما            | سم‌وو گروپ                                         | ندارد               | یو‌کی پکیجینگ                                                     | یو‌کی پکیجینگ             |
| ۲۰۰۸–۲۰۰۹ | پوما            | هرتینگز (خانگی) و ام‌کی‌تی کامپیوترز (خارج از خانه) | ندارد               | اینترمود شیپینگ (خانگی) و کاردیاک ریسک این د یانگ (خارج از خانه) | ام‌کی‌تی کامپیوترز (خانگی) |
| ۲۰۰۹–۲۰۱۰ | پوما            | هرتینگز (خانگی) و ام‌کی‌تی کامپیوترز (خارج از خانه) | ندارد               | اسپیت تولز (خانگی) و کاردیاک ریسک این د یانگ (خارج از خانه)      | ریلیبل نتورکز            |
| ۲۰۱۰–۲۰۱۱ | پوما            | هرتینگز (خانگی) و بث‌وایز (خارج از خانه)           | ندارد               | ریلیبل نتورکز                                                    | دانشگاه دره تیمز         |
| ۲۰۱۱–۲۰۱۲ | پوما            | هرتینگز (خانگی) و بث‌وایز (خارج از خانه)           | ندارد               | ندارد                                                            | ندارد                    |
| ۲۰۱۲–۲۰۱۳ | پوما            | SkyEx.co.uk                                       | ندارد               | ندارد                                                            | ریلیبل نتورکز            |
| ۲۰۱۳–۲۰۱۴ | آدیداس          | SkyEx.co.uk                                       | ندارد               | ندارد                                                            | ریلیبل نتورکز (خانگی)    |
| ۲۰۱۴–۲۰۱۵ | آدیداس          | SkyEx.co.uk                                       | ندارد               | Matchbook.com                                                    | Matchbook.com            |
| ۲۰۱۵–۲۰۱۶ | آدیداس          | Matchbook.com                                     | ندارد               | ندارد                                                            | ندارد                    |
| ۲۰۱۶–۲۰۱۷ | آدیداس          | ۸۸۸اسپورت                                         | ندارد               | ندارد                                                            | ندارد                    |
| ۲۰۱۷–۲۰۱۹ | آدیداس          | لئووگاس                                           | ندارد               | ندارد                                                            | ندارد                    |
| ۲۰۱۹–۲۰۲۰ | آمبرو           | اکولوُرد لندن                                      | ندارد               | ندارد                                                            | ندارد                    |
| ۲۰۲۰–۲۰۲۱ | آمبرو           | یوتی‌لیتا                                          | ندارد               | هالیوودبتس                                                       | هالیوودبتس               |
| ۲۰۲۱–۲۰۲۳ | آمبرو           | هالیوودبتس                                        | سیفتی‌کالچر          | ندارد                                                            | ندارد                    |
| ۲۰۲۳–     | آمبرو           | هالیوودبتس                                        | پنشن‌بی              | ندارد                                                            | ندارد                    |

## رقابت‌ها
اصلی‌ترین رقبای برنتفورد، باشگاه‌های فولهام، چلسی و کوئینز پارک رنجرز هستند.
این باشگاه رقابتی دیرینه با فولهام دارد. در گذشته، دیدارهای دو تیم گاه با درگیری‌های هواداران نیز همراه بوده‌است.
رقابت میان برنتفورد و کوئینز پارک رنجرز در سال ۱۹۶۷ شدت گرفت؛ زمانی که رنجرز تلاش کرد برنتفورد را تصاحب کند. اگر این طرح موفق می‌شد، باشگاه رنجرز به ورزشگاه گریفین پارک نقل مکان می‌کرد و برنتفورد از لیگ فوتبال کناره‌گیری می‌نمود.
مانند رقابت با فولهام و چلسی، دیدارهای میان این باشگاه‌ها همواره با شور و هیجان بالا و حس افتخار محلی همراه است.

## روابط بین‌المللی
در فوریهٔ ۲۰۱۳، اعلام شد که باشگاه برنتفورد با باشگاه ایسلندی UMF Selfoss که در لیگ دسته یک ایسلند بازی می‌کند، وارد همکاری مشترک شده‌است. این همکاری به باشگاه اجازه می‌دهد تا بازیکنان جوان و تیم‌های توسعه‌ای خود را برای کسب تجربه به ایسلند بفرستد. در چارچوب این همکاری، دو باشگاه دیدگاه‌های مربی‌گری خود را با یکدیگر به اشتراک می‌گذارند و برنتفورد می‌تواند از شبکه استعدادیابی UMF Selfoss بهره‌مند شود.
در مهٔ ۲۰۱۳، کارکنان برنتفورد در قالب پروژه‌ای به نام «اتحاد برای اتحاد»، با باشگاه گولو یونایتد از دسته‌های پایین فوتبال اوگاندا نیز ارتباط برقرار کردند. هدف این پروژه ایجاد نخستین کمپ آموزشی جوانان در منطقه و شناسایی استعدادهای فوتبالی بود.
در سال ۲۰۱۴، مالک باشگاه برنتفورد، متیو بنهام، سهامدار اصلی باشگاه اف‌سی میتیولن در دانمارک شد و همکاری نزدیکی میان کارکنان دو باشگاه شکل گرفت. اما در سال ۲۰۲۳، بنهام سهام خود را به میلیاردر دانمارکی آندرس هولش پوولسن فروخت و از آن زمان، این دو باشگاه دیگر خواهرخوانده محسوب نمی‌شوند.

### باشگاه‌های همکار
- انگلستان لندن تایگرز[۵۹]
- ایسلند UMF Selfoss[۵۵]
- اوگاندا گولو یونایتد[۵۶]

## در فرهنگ عامه
- باشگاه برنتفورد بارها در مجموعهٔ کمدی شبکه بی‌بی‌سی با نام People Just Do Nothing ذکر شده‌است. شخصیت «دی‌جی بیتس» اغلب کاپشن برنتفورد را به تن دارد و اتاق شخصیت «انجل» پر از یادگاری‌های این باشگاه است.
- بردلی والش، بازیگر و کمدین بریتانیایی، در اواخر دههٔ ۱۹۷۰ بازیکن حرفه‌ای این باشگاه بود، اما هرگز به تیم اصلی راه پیدا نکرد.[۶۰]
- دن تانا، بازیگر هالیوودی و رستوران‌دار، عضو هیئت مدیره باشگاه بود و مدتی نیز ریاست آن را برعهده داشت.[۶۱]
- استیون جیمز، مدل بریتانیایی، پیش از رها شدن در سال ۲۰۰۸، در تیم جوانان باشگاه بازی می‌کرد.[۶۲]
- ویک الیور، هنرمند و کمدین سرشناس، در اوایل دههٔ ۱۹۵۰ به‌عنوان نایب‌رئیس باشگاه فعالیت داشت و بعدها رئیس باشگاه هواداران برنتفورد شد.
- جک دانت، سیاستمدار بریتانیایی، از سال ۱۹۶۱ تا ۱۹۶۷ رئیس باشگاه بود.
- ریک ویکمن، نوازندهٔ سابق کیبورد گروه یس و هنرمند انفرادی، در سال ۱۹۷۹ برای مدتی به‌عنوان مدیر باشگاه فعالیت داشت.
- اد اوبراین، نوازندهٔ گروه رادیوهِد، از هواداران پر و پا قرص باشگاه و دارندهٔ بلیت فصلی است.
- جان راینو ادواردز، نوازندهٔ بیس گروه استاتوس کو، از هواداران باشگاه است. او آهنگی را به‌طور ویژه برای بازیکن سابق باشگاه، لوید اووسو، نوشته و ضبط کرد.

## افتخارات
برای اطلاعات بیشتر نگاه کنید به فهرست فصل‌های باشگاه فوتبال برنتفورد و فهرست رکوردها و آمارهای باشگاه فوتبال برنتفورد

### لیگ‌ها
- دستهٔ دوم فوتبال انگلستان / چمپیونشیپ (سطح دوم فوتبال باشگاهی)
  - قهرمان: فصل ۳۵–۱۹۳۴
  - برندهٔ پلی‌آف صعود به لیگ برتر: ۲۰۲۱

- دستهٔ سوم جنوب / دستهٔ سوم / لیگ یک (سطح سوم)
  - قهرمان: فصل‌های ۳۳–۱۹۳۲، ۹۲–۱۹۹۱
  - صعود به دستهٔ بالاتر: فصل ۱۴–۲۰۱۳

- دستهٔ چهارم / لیگ دو (سطح چهارم)
  - قهرمان: فصل‌های ۶۳–۱۹۶۲، ۹۹–۱۹۹۸، ۰۹–۲۰۰۸
  - صعود به دستهٔ سوم: فصل‌های ۷۲–۱۹۷۱، ۷۸–۱۹۷۷

- لیگ یونایتد
  - قهرمان: فصل ۰۸–۱۹۰۷

- لیگ لندن
  - قهرمان: فصل ۰۹–۱۹۰۸

- دستهٔ دوم لیگ جنوبی
  - قهرمان: فصل ۰۱–۱۹۰۰

- دستهٔ دوم لیگ لندن
  - قهرمان: فصل ۹۷–۱۸۹۶

- اتحادیه فوتبال غرب لندن
  - قهرمان: فصل ۹۳–۱۸۹۲

### جام‌ها
- جام اتحادیه فوتبال (Football League Trophy)
  - نایب‌قهرمان: فصل‌های ۸۵–۱۹۸۴، ۰۱–۲۰۰۰، ۱۱–۲۰۱۰

- جام لندن
  - قهرمان: فصل‌های ۹۸–۱۸۹۷ (تیم اصلی)، ۲۲–۲۰۲۱ (تیم جوانان)

- جام چلنج لندن
  - قهرمان: فصل‌های ۳۵–۱۹۳۴، ۶۵–۱۹۶۴، ۶۷–۱۹۶۶

- جام جوانان میدلسکس
  - قهرمان: فصل ۹۴–۱۸۹۳

- جام غرب میدلسکس
  - قهرمان: فصل ۹۵–۱۸۹۴

- جام بزرگسالان میدلسکس
  - قهرمان: فصل ۹۸–۱۸۹۷

- جام خیریه حرفه‌ای جنوب
  - قهرمان: فصل ۰۹–۱۹۰۸

- جام بیمارستان ایلینگ
  - قهرمان: فصل ۱۱–۱۹۱۰

- جام خیریه لندن
  - قهرمان: فصل ۲۸–۱۹۲۸

### افتخارات دوران جنگ جهانی
- ترکیب لندن (London Combination)
  - قهرمان: فصل ۱۹–۱۹۱۸

- جام جنگ لندن
  - قهرمان: فصل ۴۲–۱۹۴۱

## بهترین عملکردها
- بهترین رتبه در لیگ: مقام پنجم در دستهٔ اول فوتبال انگلستان (سطح اول)، فصل ۳۶–۱۹۳۵
- بهترین عملکرد در جام حذفی (FA Cup): مرحلهٔ یک‌چهارم نهایی (دور ششم)، فصل‌های ۳۸–۱۹۳۷، ۴۶–۱۹۴۵، ۴۹–۱۹۴۸، ۸۹–۱۹۸۸
- بهترین عملکرد در جام اتحادیه (League Cup): صعود به نیمه‌نهایی، فصل ۲۱–۲۰۲۰
- بهترین عملکرد در جام فوتبال لیگ (Football League Trophy): نایب‌قهرمان در فصل‌های ۸۵–۱۹۸۴، ۰۱–۲۰۰۰، ۱۱–۲۰۱۰
- بهترین عملکرد در جام نمایشگاه امپراتوری: مرحلهٔ اول، سال ۱۹۳۸
- بهترین عملکرد در جام نورافکن حرفه‌ای جنوب (Southern Professional Floodlit Cup): صعود به نیمه‌نهایی در فصل‌های ۵۶–۱۹۵۵ و ۵۷–۱۹۵۶
- بهترین عملکرد در جام اتحاد اول (First Alliance Cup): مرحلهٔ اول، سال ۱۹۸۸